# Virtuosos de Fontainebleau
Virtuosos de Fontainebleau és un muntatge teatral d'Els Joglars que fou estrenat a l'Aula de Cultura d'Alacant el 28 d'octubre de 1985. Albert Boadella va definir l'obra com una Contracarmen a partir d'una visió tòpica sobre els francesos. El març de 1986 fou estrenada a Madrid.

## Argument
Es tracta de la història en tres actes d'un concert d'agermanament europeu entre França i Espanya aran de l'entrada d'aquesta última a la Comunitat Econòmica Europea. Una orquestra i el seu públic protagonitzen un concert complicat per un seguit de malentesos que gràcies a dos personatges benintencionats però desafortunats, un delegat de la Generalitat de Catalunya i un tramoista andalús, acaben per espatllar la gala i obren un conflicte entre l'orquestra i el públic en el que pretén ser una sàtira sobre l'Europa de les Comunitats. És considerada una de les elaboracions paròdiques més arriscades del grup. Una de les seves escenes finals, en la que apareix el ball d'una jota entre Jordi Pujol i la Mare de Déu del Pilar va provocar les crítiques d'un grup ultradretà i de l'arquebisbe de Saragossa quan fou estrenada a Saragossa l'agost de 1986.

## Actors
- Jesús Agelet - Alain Busnel (flauta)
- Pep Armengon - Lucien Bleziot (Contrabaix)
- Gilbert Bosch - Marcel Kleber (violí)
- Jaume Collell - Gaston Lefebre (clavicèmbal)
- Ramon Fontserè - Michel de Valmenier (fagot)
- Santi Ibáñez - Antonio Rosales
- Maribel Rocatti - Monique Colins (viola)
- Clara del Ruste - Margon Reverdin (violoncel)
- Xevi Vilà _ Salvador Montanyà